# Bog stvarnik
Bog stvarnik, je splošna oznaka za boga ali boginjo, ki iz niča ustvarijo oziroma rodijo ali zaplodijo urejeni svet in ljudi. Bogovi stvarniki so npr. rokodelci, zlasti kovači, lončarji in tkalci, ter ribiči, ki iz morja potegnejo zemljo, ali pa so govoreči duhovi ali bogovi, ki ustvarjajo s svojo besedo. Naloga boga stvarnika je tudi oplojevanje in rojevanje.

## Nekateri bogovi stvarniki
- Marduk
- Ptah
- Jahve
- Elohim, judovski bog očakov ( Abrahama, Izaka in Jakoba )
- Neit, egipčanska boginja morja
- Atum, egipčanski prabog
- Tvaštar, brahamski bog rokodelcev